# 赫米亞斯
赫米亞斯 -Hermeias （希臘語: Eρμειας或Eρμιας; ?—前220年），出身於卡里亞，為塞琉古帝國塞琉古三世和安條克三世時期的首相，因陰謀對安條克三世不利而遭到暗殺。
赫米亞斯是塞琉古三世的寵臣並作到首相，當塞琉古三世率軍越過托魯斯山脈與帕加馬王國作戰時，赫米亞斯留在敘利亞處理國事。當塞琉古三世於前223年於征途中喪生，赫米亞斯因輔佐年僅15歲的年輕新任國王安條克三世而權傾一時。赫米亞斯對權力相當貪婪，只要有可能威脅到他的權位的競爭者存在，他都會想盡辦法來排除。當帝國東部的米底總督莫倫和波西斯總督亞歷山大兩兄弟發動叛亂，安條克三世對此相當在意，但赫米亞斯勸說安條克三世委任將軍塞諾恩和狄奧多圖斯·厄彌歐利俄斯去征討即可，並且慫恿國王親自入侵托勒密王國的猶太。結果安條克三世遭受到托勒密軍隊擊退，而派遣去對付莫倫兄弟的將軍們也受到慘重損失，使叛軍進一步控制底格里斯河數個省份。
赫米亞斯此時仍反對安條克三世親自東征，但遭到國王駁回，前220年春天，安條克三世親自上陣討伐叛軍。赫米亞斯利用安條克三世身旁的寵臣，誣陷赫米亞斯的反對派主要人物伊壁琴尼（Epigenes）有陰謀，藉此除掉他。赫米亞斯跟隨安條克三世親自討伐叛軍，並在軍事事務上無所積極作為。然而，安條克三世採納另一個赫米亞斯反對派將軍宙克西斯的意見，在阿波羅尼亞戰役擊敗莫倫並收復許多失土。當大軍在圍攻塞琉西亞後，赫米亞斯不顧安條克三世的反對意見而殘殺城中敵人，讓安條克三世的名聲留下汙點。
遠征期間，傳來安條克三世的王后勞迪絲三世生下一個兒子安條克，這使得野心勃勃的赫米亞斯認為這是除去國王安條克三世的時機，因為若國王逝世，這個小嬰兒將會繼位，而自己就可以成為攝政，攬上更多權力。但安條克三世因為相當厭惡赫米亞斯，所以早就注意他的舉動，因此這邪惡的企圖及時被安條克所知。安條克很樂意除去赫米亞斯，於是在一些朋友和醫生阿波羅法奈斯（Apollophanes）的幫助下刺殺了赫米亞斯。
波利比烏斯是唯一記錄這些事的史家，在他的描述下赫米亞斯是個相當邪惡的角色，並使人認為赫米亞斯的死是罪有因得，但他還認為比起赫米亞斯的罪行，這還太便宜他。